# Fundación Cultural América Israel
La Fundación Cultural América Israel (FCAI) es una organización sin ánimo de lucro estadounidense que apoya diversos proyectos culturales en la Tierra de Israel.

## Historia de la fundación
La Fundación Cultural América-Israel se estableció en 1939 para apoyar el crecimiento y el desarrollo de un hogar nacional judío. Originalmente era conocido como: Fondo Americano para las Instituciones Palestinas. Tras el establecimiento del Estado de Israel en 1948, el nombre fue cambiado a: Fondo Americano para las Instituciones Israelíes, y posteriormente se fue reincorporada como una fundación sin ánimo de lucro bajo el título 501(c)(3) en los Estados Unidos de América con su nombre actual: "Fundación Cultural América-Israel". 
Después de los primeros años de financiar el desarrollo de la vida cultural y artística de la nación israelí, a través de proyectos de inversión de capital que involucran la agricultura, la arqueología, la cultura, el derecho, y muchas otras categorías, la organización cambió su enfoque completamente hacia el mundo cultural, y desde 1954 se centró completamente en la promoción de la cultura. 
La FCAI fue uno de los primeros proveedores de capital inicial para casi todas las instituciones culturales notables en Israel, incluida la Orquesta Filarmónica de Israel, el Museo de Israel, la Compañía de Danza Batsheva y más de 600 otras instituciones. La FCAI ayudó a establecer y a mantener la excelencia de la cultura israelí en todo el Mundo. En 1961, la FCAI le otorgó al artista Jack Benny un premio por su apoyo.
La organización estuvo alojada en la casa de William H. Moore. En 1977, la FCAI creó un nuevo capítulo de la organización en Washington D. C. Los primeros receptores de ayudas económicas incluyeron a: Daniel Barenboim, Itzhak Perlman, Daniel Libeskind, Pinchas Zukerman, Miriam Fried, Rami Bar-Niv, y Yefim Bronfman.
Desde 2008, la FCAI se ha reconstruido, aumentando sus inversiones hasta los 2,7$ millones de dólares estadounidenses. La FCAI ha otorgado más de 2,500 nuevas becas, y ha donado más de ocho millones de dólares estadounidenses en apoyo directo a la cultura israelí.
En 2015, más de 17,000 artistas jóvenes recibieron apoyo financiero. La fundación estaba en peligro de cerrar debido a las pérdidas causadas por el inversor financiero Bernard Madoff. La FCAI promueve la cultura israelí internacionalmente junto con las asociaciones culturales de amistad con Israel presentes en más de cien países en todo el Mundo. La FCAI está obteniendo el apoyo de una nueva generación de seguidores que creen en el apoyo a la cultura, ya que esta es la clave para promover la paz y la comprensión.
En 2019, en celebración de su LXXX aniversario, la FCAI lanzó los premios PCAI (Premios de Cultura y Arte de Israel), para reconocer a los artistas israelíes más importantes, por sus contribuciones al panorama cultural global. Los ganadores inaugurales del premio fueron anunciados el 28 de octubre de 2019. Ellos fueron: Hanna Azulay Hasfari (teatro), Ohad Naharin (danza), Ron Leshem (literatura), Idan Raichel (música) y Vania Heymann (cine).